# Juba (krypskytt)
Juba (جوبا), nom de guerre för en eller flera krypskyttar som verkar i Irak mot den amerikanskt ledda koalitionen. Efter att flera videosnuttar dykt upp på olika internetssidor där man ser amerikanska soldater falla offer för prickskyttar har man inom den amerikanska armen börjat ge benämningen "Juba" åt krypskytten. Enligt obekräftade rykten ska namnet ha uppkommit efter att man kommit på en förkortning till ursprungsnamnet som var "Jew-Bob".[källa behövs] Jubas videofilmer släpps alltid av den militanta organisationen IAI (Islamic Army In Iraq). 
I den andra Juba kompilationen ges en intervju översatt till engelska av en man som säger sig vara kommandant för prickskyttsbrigaden i Bagdad, där han förklarar att om en prickskytt dör är det inte slutet för Juba, utan att det finns många fler Juba redo att fortsätta, vilket tyder på att Juba inte är en individ. 

## Taktik
Flera av Jubas attacker har utförts genom att man skjutit från skåpbilar eller vanliga bilar i Bagdads många gator. Vimlet av folk och bilar ger utmärkt skydd vid operationer på amerikanska soldater. Vid samtliga tillfällen avfyras endast ett skott för att inte röja positionen, endast i en video som släppts har man avfyrat två skott. Denna videofilm visades på den arabiska tv kanalen al-Jazira och visade en amerikansk soldat skjutas två gånger med så kallade spårljuskulor, innehållande en pyroteknisk laddning som brinner, och därför efterlämnar ett "ljusspår" i luften.

## Vapen
Prickskyttarna använder ryska Dragunov-, rumänska Romak- och irakiska Tabukgevär som främsta vapen vid sina operationer. Det sägs att även erövrade amerikanska prickskyttsgevär har använts.